# Mitsukoshimae (metropolitana di Tokyo)
La Stazione di Mitsukoshimae (三越前駅?, Mitsukoshimae-eki) è una stazione della Metropolitana di Tokyo, si trova a Chiyoda. La stazione è servita da due linee della Tokyo Metro.